# Asclepias cryptoceras
Asclepias cryptoceras es una especie fanerógama perteneciente a la familia de las apocináceas.

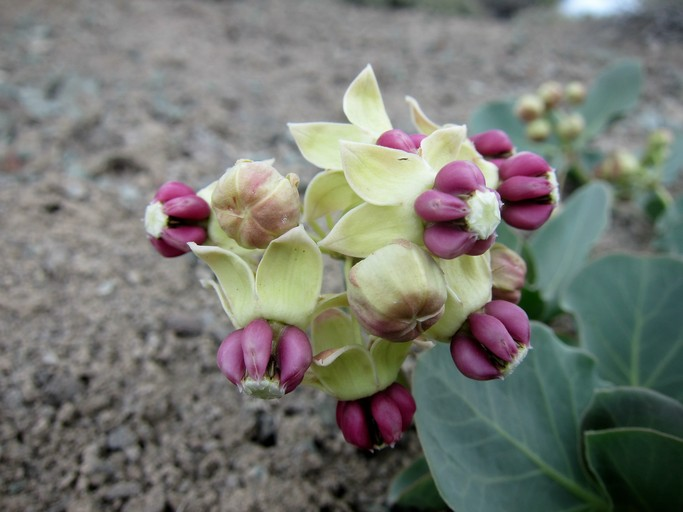
Flores

## Descripción
Esta es una hierba perenne que crece rastrera o caída. Surge de un carnoso rizoma leñoso como raíz. Las gruesas hojas son redondas en forma de corazón y dispuestas de forma opuesta sobre el corto tallo. La inflorescencia es un racimo de pequeñas flores con centros de color rosa brillante a pálido rodeado de campanas de color pálido con recogidas corolas. El fruto es un folículo erecto al final de un pequeño tallo.

## Distribución y hábitat
Es nativa de la Gran Cuenca de la oeste de Norteamérica, donde crece en muchos tipos de hábitats, especialmente las áreas secas.

## Taxonomía
Asclepias cryptoceras fue descrita por  Sereno Watson  y publicado en United States Geological Expolration (sic) of the Fortieth Parallel. Vol. 5, Botany 283, pl. 28, f. 1–4. 1871.
Etimología
Asclepias: nombre genérico que Carlos Linneo nombró en honor de Esculapio (dios griego de la medicina), por las muchas aplicaciones medicinales que tiene la planta.
cryptoceras: epíteto latino que significa "con cuerno oculto".
Variedades
- Asclepias cryptoceras subsp. cryptoceras S.Wats.
- Asclepias cryptoceras subsp. davisii (Woodson) Woodson[3]

Sinonimia
- Acerates latifolia Torr. & Frém.[4]